# 华林泰
华林泰（Arthur Walley Warrington）（1862年-？），英国人，清末与民国初年在中国担任教师。

## 生平
1862年10月9日出生于英格兰斯塔福德郡的利克（Leek）镇。
中学就读于剑桥郡的莱士学校（Leys school）。随后进入曼彻斯特维多利亚大学（The Victoria University of Manchester）（该校现为曼彻斯特大学），主修化学专业，于1884年获理学士（B.Sc.）学位。
1884年至1887年间，先后在法国斯特拉斯堡大学和德国哥廷根大学学习。
1887年，获曼彻斯特维多利亚大学理学硕士（M.Sc.）学位。
1888年至1898年，前往威尔士，在威尔士大学学院阿伯里斯特威斯分校（University college of Wales,Aberystwyth）（该校现为Aberystwyth University，阿伯里斯特威斯大学）出任助理讲师和指导人员（Assistant Lecturer and Demonstrator）。
1898年至1907年，在甘布尔学院（Gamble Institute, St Helens,Merseyside）（该校现为圣海伦斯学院）出任科学导师。
1907年至1915年，出任山西大学堂教授，讲授化学。
1915年，转任四川高等学堂（今为四川大学）教授。